# شانكار دايال شارما
شانكار دايال شارما (بالهندية: शंकर दयाल शर्मा)‏ (و. 1918 – 1999 م) هو سياسي من الهند ولد في بهوبال.

## التعليم
تعلم في جامعة الله أباد، وكلية هارفارد للحقوق.

## نظريته حول القرآن
الدكتور شانكار دايال شارما عبّر عن القرآن الحکیم في قصيدته:
كانت كتابًا للعمل،
فجعلتموها كتابًا للدعاء.
كانت كتابًا للفهم،
فجعلتموها كتابًا للقراءة دون تدبر.
كانت دستورًا للأحياء،
فحولتموها إلى بيان للأموات.
كانت كتابًا للعلم،
فسلمتموها للجهلاء.
جاءت لتعطي دروسًا في تسخير الكون،
فجعلتموها مجرد منهج للمدارس الدينية.
جاءت لإحياء الأمم الميتة،
فاستخدمتموها لاستجداء الرحمة للموتى.
يا مسلمون! ماذا فعلتم؟

## روابط خارجية
- شانكار دايال شارما على موقع الموسوعة البريطانية (الإنجليزية)
- شانكار دايال شارما على موقع مونزينجر (الألمانية)